# Шиллінгер Франц Францевич
Ши́ллінгер Фра́нц Фра́нцевич (нар.26 вересня 1874, Неполоміце, Західна Галичина, Польща — пом.4 травня 1943, Сосьва, Сіровський район Свердловської області, СРСР) — вчений-біолог, мисливствознавець, організатор наукових та природоохоронних експедицій, старший науковий співробітник відділу охорони природи Наркомпроса РСФСР (з 1918), секретар Товариства акліматизації тварин і рослин (з 1924). Особливою нарадою при НКВС СРСР (за підозрою в шпигунстві) засуджений на вісім років відбування у виправничо-трудових таборах. Реабілітований 12 квітня 1956 р. посмертно.